# Rangiersignal (Schweiz)

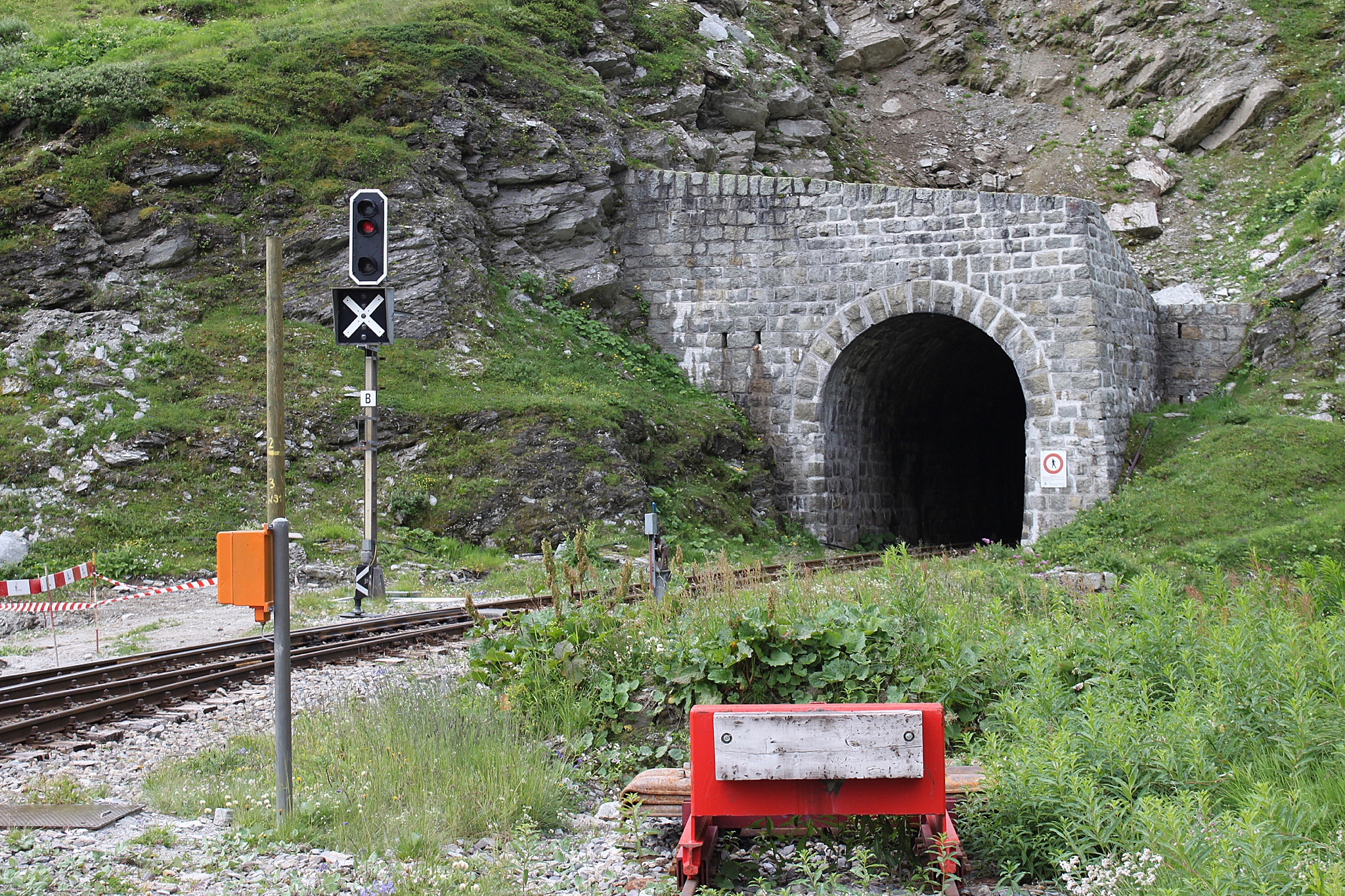
Räumungssignal der Dampfbahn Furka-Bergstrecke, unter dem Ausfahrsignal angeordnet

Rangiersignal bezeichnet in der Schweiz ein Eisenbahnsignal, das ausschliesslich zu Regelung von Rangierfahrten dient.
Rangiersignale regeln Rangierbewegungen und dienen dem gegenseitigen Schutz von Rangierbewegungen unter sich oder gegen
Zugfahrten.

## Rangiersignale
Es handelt sich dabei um Rangierhalt-, Räumungs- und Ablaufsignale sowie bis 2020 um Rückstellsignale.
Rangiersignale werden als Lichtsignal oder als Kombination Lichtsignal-Signaltafel verwendet. Rangiersignale in der Ausführung als Lichtsignal können am gleichen Signal Bilder des Rangierhaltsignals und Bilder des Räumungssignals zeigen. Zeigt das Rangiersignal Zustimmung zur Rangierbewegung
oder Rangieren gestattet, ist dies an der Rückseite an einem weissen Licht erkennbar. Am Lichtsignal kann auch das Sperrsignal gezeigt werden.
Kursiv beschriebene Signale und Signalbilder sind seit 2020 nicht mehr in den Fahrdienstvorschriften erwähnt.
| Licht- signal     | mit Sig- naltafel | Rückseite | alte Aus- führung              | Begriff                                      | Bedeutung | Anmerkung |
| ----------------- | ----------------- | --------- | ------------------------------ | -------------------------------------------- | --- | --- |
| Rangierhaltsignal |                   |           |                                |                                              | | |
|                   |                   |           |                                | Halt für Rangierbewegung                     | Halt für Rangierbewegungen vor dem Signal. Alle Rangierfahrten haben vor dem Signal anzuhalten; für Züge sind sie ohne Bedeutung. | Rangierhaltsignale, früher Vorrücksignale, beziehen sich in der Regel auf ein einziges Gleis. Signale mit aufgemaltem Kreuz werden in der Nacht meistens angeleucht. |
|                   |                   |           | Zustimmung zur Rangierbewegung | Beginn oder Fortsetzung der Rangierbewegung. | | Rangierhaltsignale, früher Vorrücksignale, beziehen sich in der Regel auf ein einziges Gleis. Signale mit aufgemaltem Kreuz werden in der Nacht meistens angeleucht. |
| Räumungssignal    |                   |           |                                |                                              | | |
|                   |                   |           |                                | Rangieren verboten                           | Räumung und Freihaltung der durch dieses Signal zu schützenden Zugfahrstrasse. Das Formsignal zeigt bei Nacht ein blaues Licht.   | Räumungssignale, früher Rangiersignale, verbieten in einer bestimmten Umgebung des Signals das Rangieren. Der Geltungsbereich der Räumungssignale ist in den örtlichen Betriebsvorschriften geregelt. Mit der Zustimmung des Fahrdienstleiters dürfen Rangierbewegungen auch bei Verbotstellung des Räumungssignals ausgeführt werden. |
|                   |                   |           |                                | Rangieren gestattet                          | Im Gültigkeitsbereich des Signals ist keine Zugfahrstrasse eingestellt. Das Formsignal zeigt bei Nacht ein weisses Licht.         | Räumungssignale, früher Rangiersignale, verbieten in einer bestimmten Umgebung des Signals das Rangieren. Der Geltungsbereich der Räumungssignale ist in den örtlichen Betriebsvorschriften geregelt. Mit der Zustimmung des Fahrdienstleiters dürfen Rangierbewegungen auch bei Verbotstellung des Räumungssignals ausgeführt werden. |
| Ablaufsignal      |                   |           |                                |                                              | | |
|                   |                   |           |                                | Halt                                         | Halt der Rangierbewegung | Ablaufsignale gelten für das Abdrücken, Anhalten und Zurückziehen am Ablaufberg. Sie signalisieren nach beiden Seiten. In der Grundstellung sind die Signale unbeleuchtet und ohne Bedeutung. Ablaufsignale haben die gleiche Form und zeigen die gleichen Bilder wie die entsprechenden Rangiersignale. Zur Unterscheidung tragen die Ablaufsignale einen halbkreisförmigen weissen Aufsatz. Ablaufsignale werden in Deutschland als Abdrücksignal bezeichnet. |
|                   |                   |           |                                | Schieben                                     | Langsames Schieben gegen den Ablaufberg                                                                                           | Ablaufsignale gelten für das Abdrücken, Anhalten und Zurückziehen am Ablaufberg. Sie signalisieren nach beiden Seiten. In der Grundstellung sind die Signale unbeleuchtet und ohne Bedeutung. Ablaufsignale haben die gleiche Form und zeigen die gleichen Bilder wie die entsprechenden Rangiersignale. Zur Unterscheidung tragen die Ablaufsignale einen halbkreisförmigen weissen Aufsatz. Ablaufsignale werden in Deutschland als Abdrücksignal bezeichnet. |
|                   |                   |           |                                | Schneller Schieben                           | Schnelleres Schieben gegen den Ablaufberg                                                                                         | Ablaufsignale gelten für das Abdrücken, Anhalten und Zurückziehen am Ablaufberg. Sie signalisieren nach beiden Seiten. In der Grundstellung sind die Signale unbeleuchtet und ohne Bedeutung. Ablaufsignale haben die gleiche Form und zeigen die gleichen Bilder wie die entsprechenden Rangiersignale. Zur Unterscheidung tragen die Ablaufsignale einen halbkreisförmigen weissen Aufsatz. Ablaufsignale werden in Deutschland als Abdrücksignal bezeichnet. |
|                   |                   |           |                                | Zurückziehen                                 | Zurückziehen vom Ablaufberg weg                                                                                                   | Zeigt das Ablaufsignal wieder Halt, bevor mit dem Rückstellen begonnen wurde, muss bis zum neuen Aufleuchten damit gewartet werden. |
| Rückstellsignal   |                   |           |                                |                                              | | |
|                   |                   |           |                                | Rückstellen                                  | Beginn des Rückstellens vom Signal weg, wenn die grüne Lichterreihe erscheint                                                     | Der weisse dreieckige Aufsatz besagt, dass das unbeleuchtete Signal bedeutungslos ist und nicht als Haltebefehl aufzufassen ist. Zuletzt wurden Rückstellsignale noch in Ablaufbergen verwendet. Heute werden die Befehle zum Rückstellen per Funk erteilt. Bereits in der Mitte der 1960er-Jahre waren die Rückstellsignale in Kopfbahnhof Zürich Hauptbahnhof verschwunden, die früher das Zurückstossen der Züge aus dem Gleis veranlassten.                 |
|                   |                   |           |                                | Grundstellung                                | Erlischt das Rückstellsignal, bevor mit dem Rückstellen begonnen wurde, muss bis zum neuen Aufleuchten damit gewartet werden.     | Der weisse dreieckige Aufsatz besagt, dass das unbeleuchtete Signal bedeutungslos ist und nicht als Haltebefehl aufzufassen ist. Zuletzt wurden Rückstellsignale noch in Ablaufbergen verwendet. Heute werden die Befehle zum Rückstellen per Funk erteilt. Bereits in der Mitte der 1960er-Jahre waren die Rückstellsignale in Kopfbahnhof Zürich Hauptbahnhof verschwunden, die früher das Zurückstossen der Züge aus dem Gleis veranlassten.                 |

→ siehe auch: Sperrsignal

## ETCS-Rangiersignale
In den Rangierbereichen unter ETCS Level 2 kommt es zu regelmässigen Rangierfahrten. Diese Fahrten werden durch ETCS Level 2 nicht geleitet und das Triebfahrzeug ist in der Betriebsart Shunting unterwegs. ETCS-Rangiersignale, die den bekannten Zwergsignalen ähneln, zeigen dem Triebfahrzeugführer die Rangierfahrstrasse. Die ETCS-Rangiersignale stehen an den Grenzen der Gleisfreimeldeabschnitte.
ETCS-Rangiersignale sind für Zugfahrten ohne Bedeutung und nicht zu beachten. Sie zeigen bei eingestellter Zugfahrstrasse Halt.
| Vorder- seite                                       | Rückseite | Begriff                                   | Bedeutung | Beziehung zu anderen Signalen |
| --------------------------------------------------- | --------- | ----------------------------------------- | --- | --- |
| ETCS-Rangiersignale                                 |           |                                           | | |
|                                                     |           | Halt                                      | Halt vor dem Signal                                                                                                  | Ein vorausgehendes ETCS-Rangiersignal zeigt Fahrt mit Vorsicht. |
|                                                     |           | Fahrt mit Vorsicht                        | Beginn oder Fortsetzung der Fahrt Unmittelbar nach dem ETCS-Rangiersignal muss mit einem Hindernis gerechnet werden. | Das nächste ETCS-Rangiersignal zeigt Halt, Fahrt mit Vorsicht oder es folgt ein ETCS-Rangierhaltsignal oder eine Merktafel Übergang in nicht zentralisierten Bereich.    |
|                                                     |           | Fahrt                                     | Beginn oder Fortsetzung der Fahrt                                                                                    | Das nächste ETCS-Rangiersignal zeigt Fahrt oder Fahrt mit Vorsicht. |
| ETCS-Rangierhaltsignal                              |           |                                           | | |
|                                                     |           | Halt                                      | Halt vor dem Signal                                                                                                  | Ein vorausgehendes ETCS-Rangiersignal zeigte Fahrt mit Vorsicht. |
| Merktafel Übergang in nicht zentralisierten Bereich |           |                                           | | |
|                                                     |           | Übergang in nicht zentralisierten Bereich | Grenze zu Anlagen mit nicht zentralisierten Weichen                                                                  | Von nun an gelten die herkömmlichen Vorschriften mit den bekannten Weichensignalen. In der Regel steht die Merktafel beim Übergang von ECTS Level 2 auf Anschlussgleise. |

## Signale an Fahrzeugen
| Signal                                                                 | Begriff | Bedeutung | Anmerkung |
| ---------------------------------------------------------------------- | ------- | --- | --- |
| Kennzeichnung der Rangierlokomotive im Bahnhof und in Rangierbereichen |         | | |
|                                                                        |         | Bei Tag: ● vorne (vorwärts) in der Mitte oben ein unbeleuchtetes „V“ ● hinten (rückwärts) kein Signal Bei Nacht: ● vorne (vorwärts) in der Mitte oben ein beleuchtetes weisses „V“ und zwei weisse Lichter ● hinten (rückwärts) zwei weisse Lichter | |
| Kennzeichnung bei Rangierbewegungen auf der Strecke                    |         | | |
|                                                                        |         | Triebfahrzeuge: vorne zwei weisse Lichter | An Triebfahrzeugen, die nicht an der Spitze der Rangierbewegungen verkehren, sind die Lichter der Vorwärtsrichtung gelöscht. |
|                                                                        |         | Triebfahrzeuge: hinten dunkel oder unten ein weisses Licht | Bei Nacht am Schluss der Rangierbewegung, unten ein weisses oder rotes Licht. |
|                                                                        |         | Bei Tag zeigen die Wagen kein Signal. Bei Nacht: ● an der Spitze der Rangierbewegung ein weisses Licht ● am Schluss der Rangierbewegung ein weisses oder rotes Licht                                                                                | |
| Kennzeichnung stillstehender Fahrzeuge                                 |         | | |
|                                                                        | Halt    | Bei Tag: Halt vor diesen Fahrzeugen | Kennzeichnung von Fahrzeugen, an die nicht angefahren werden darf. Anstelle dieses Signals können vor und hinter den Fahrzeugen Haltsignale aufgestellt sein. |
|                                                                        | Halt    | Bei Nacht rotes Licht: Halt vor diesen Fahrzeugen | Kennzeichnung von Fahrzeugen, an die nicht angefahren werden darf. Anstelle dieses Signals können vor und hinter den Fahrzeugen Haltsignale aufgestellt sein. |
|                                                                        |         | Vorheiztafel: Die Zugsammelschiene ist unter Spannung | Fahrzeuge, die mit ortsfesten Anlagen oder mit unbesetzten Triebfahrzeugen vorgeheizt werden, sind mit Vorheiztafeln gekennzeichnet, ausgenommen Pendelzüge, auch mit Zusatzwagen, die über das Triebfahrzeug vorgeheizt werden. Fahrzeuge, die zu andern Zwecken über Kabel aus ortsfesten Anlagen mit Strom versorgt werden, sind ebenso gekennzeichnet. |
|                                                                        |         | Hemmschuhwarntafel | Die Fahrzeuge sind mit Hemmschuhen gegen Entlaufen gesichert. |

## Hinweissignale für Rangierbewegungen
| Signal                                                  | Begriff                                                          | Bedeutung | Anmerkung |
| ------------------------------------------------------- | ---------------------------------------------------------------- | --- | --- |
| Kennzeichnung von Lokwechselsprech- und Lokmeldestellen |                                                                  | | |
|                                                         | Mit schwarz-orange gekennzeichnetem Ständer: Obligatorischer Ruf | Die Verbindungsaufnahme vom Lokführer zum Fahrdienstleiter ist obligatorisch. Die Verbindungsaufnahme entfällt, wenn das nach der Sprech- oder Meldestelle folgende ortsfeste Signal Fahrt signalisiert.             | Lokwechselsprech- und Lokmeldestellen dienen der Verständigung zwischen Lokführer und Fahrdienstleiter. Sie können vom Führerstand und auch vom Boden aus bedient werden. |
|                                                         | Mit schwarz-weiss gekennzeichnetem Ständer: Fakultativer Ruf     | Die Verbindungsaufnahme vom Lokführer zum Fahrdienstleiter ist fakultativ. Ein weisses Blinklicht oben auf dem Lautsprecher kann den Lokführer darauf auf-merksam machen, dass er an der Sprechstelle verlangt wird. | Lokwechselsprech- und Lokmeldestellen dienen der Verständigung zwischen Lokführer und Fahrdienstleiter. Sie können vom Führerstand und auch vom Boden aus bedient werden. |
| Warnzeichen                                             |                                                                  | | |
|                                                         | Vorsicht Profil                                                  | Besondere Vorsicht | Gelb-schwarze Streifen kennzeichnen Hindernisse, die nahe ans Profil grenzen oder eine nicht ohne weiteres erkennbare Gefahrenstelle sind.                                |

## Signale des Personals

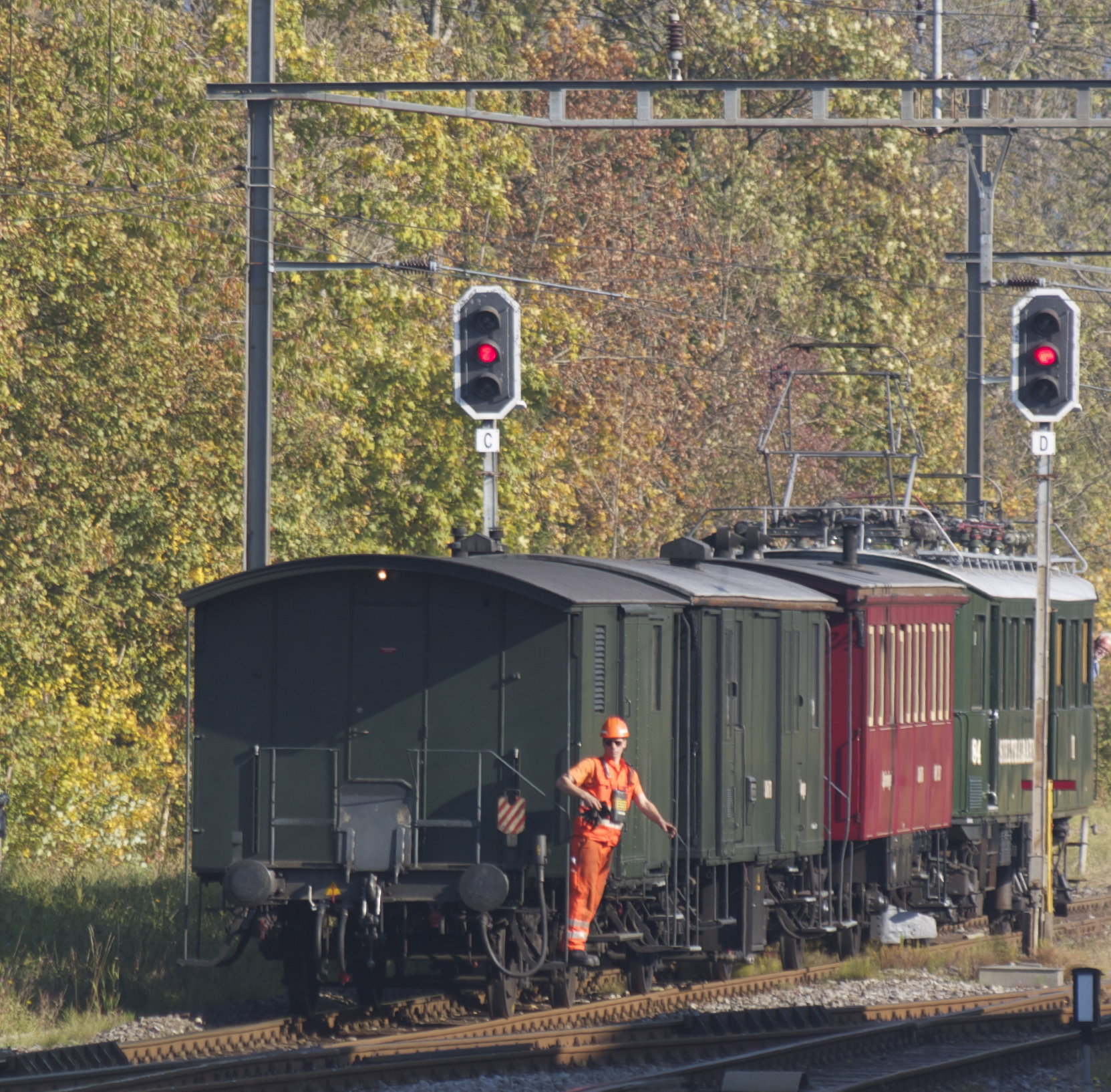
Rangierfahrt eines historischen Zugs der Sihltalbahn in Bauma. Der Rangierleiter gibt mit seiner Hand das Signal Sichtverbindung.

Die akustischen Signale werden mit der Mundpfeife gegeben und durch Armbewegungen bzw. nachts, wo nichts anderes erwähnt ist, mit einem weissen Licht bestätigt. Die optischen und akustischen Signale fallen weg, wenn ein Befehl mit Funk oder mündlich erteilt wird.
Bei einfachen Verhältnissen kann die Zustimmung an eine Rangierbewegung mit der Rangierklingel oder Rangierhupe mit dem Zeichen   (lang – kurz – lang) erteilt werden.
| Signal | Beschreibung | Begriff                                              | Bedeutung                                                                                              | Beziehung zu anderen Signalen                                                       | Anmerkung |
| --- | --- | ---------------------------------------------------- | --- | ----------------------------------------------------------------------------------- | --- |
| | Ein langer Pfiff und einmaliges Bewegen des erhobenen Arms in senkrechtem Halbkreis in der Fahrrichtung                                                                                   | Vorwärts                                             | Vorwärts fahren                                                                                        | Es kann das Signal Sichtverbindung folgen.                                          | |
| | Zwei lange Pfiffe und zweimaliges Bewegen des erhobenen Arms in senkrechtem Halbkreis in der Fahrrichtung                                                                                 | Rückwärts                                            | Rückwärts fahren                                                                                       | Es kann das Signal Sichtverbindung folgen.                                          | |
| | Ein langer Pfiff und einmaliges kreisförmiges Einwärtsbewegen der beiden erhobenen Arme quer zum Gleis                                                                                    | Anfahren vorwärts                                    | Vorwärts gegen ein Hindernis fahren                                                                    | Es kann das Signal Sichtverbindung folgen.                                          | Die Signale Anfahren vorwärts und Anfahren rückwärts müssen durch den Ruf anfahren ergänzt werden.                     |
| | Zwei lange Pfiffe und zweimaliges kreisförmiges Einwärtsbewegen der beiden erhobenen Arme quer zum Gleis                                                                                  | Anfahren rückwärts                                   | Rückwärts gegen ein Hindernis fahren                                                                   | Es kann das Signal Sichtverbindung folgen.                                          | Die Signale Anfahren vorwärts und Anfahren rückwärts müssen durch den Ruf anfahren ergänzt werden.                     |
| | Langsames Schwingen des nach unten ausge-streckten Arms schräg zum Gleis | Sichtverbindung                                      | Optische Verbindungsüberwachung zwischen dem den Fahrweg beobachtenden Rangierleiter und dem Lokführer | Es können Entfernungsangaben folgen.                                                | Das Signal ist nach Beginn der Entfernungsangaben nicht mehr zu geben.                                                 |
| | Die Entfernung zwischen den anfahrenden Fahrzeugen und dem Hindernis ist mit «wagenlang – halbe – vier – zwo – einen» anzugeben, wobei jeder Ruf wie folgt zu bestätigen ist:             |                                                      | |                                                                                     | |
| Einmaliges, bei der Angabe zwo zweimaliges Heben des ausgestreckten Arms auf Schulterhöhe quer zum Gleis. | | Entfernungsangabe                                    | Es kann Halt folgen.                                                                                   |                                                                                     | |
| | Ein kurzer und ein langer Pfiff sowie einmaliges rasches Bewegen des erhobenen Arms in senkrechtem Halbkreis in der Richtung des Stosses. Das Signal ist durch den Ruf Stoss zu ergänzen. | Stoss                                                | Rasches Beschleunigen der Rangierbewegung                                                              | Im Anschluss an die Abgabe des Befehls Stoss ist das nachfolgende Zeichen zu geben. | Befinden sich vor und hinter dem Triebfahrzeug Wagen, ist der Lokführer über die Richtung des Stosses zu verständigen. |
| | Rasches Schwingen des nach unten ausgestreckten Arms schräg zum Gleis, bis die gewollte Geschwindigkeit erreicht ist                                                                      |                                                      | Optische Verbindungsüberwachung zwischen dem den Fahrweg beobachtenden Rangierleiter und dem Lokführer | Es folgt Halt.                                                                      | |
| | Leichtes Auf- und Abwärtsbewegen des quer zum Gleis ausgestreckten Arms | Langsamer                                            | Verlangsamen der Fahrt                                                                                 |                                                                                     | |
| | Bei Tag: Drei kurze Pfiffe und rasches Auf- und Abwärtsbewegen des quer zum Gleis ausgestreckten Arms Bei Nacht: Drei kurze Pfiffe und rasches Auf- und Abwärtsbewegen mit rotem Licht    | Halt                                                 | Anhalten                                                                                               |                                                                                     | |
| | Mündliche Verständigung und beide Arme in Schulterhöhe nach vorne heben, die flach ausgestreckten Hände wiederholt einander nähern                                                        | Bewegen                                              | Vorsichtiges Bewegen in Richtung des Rangierleiters                                                    |                                                                                     | |
| | Ein bzw. zwei lange Pfiffe und langsames Schwingen des schräg nach unten ausgestreckten Arms in der Fahrrichtung                                                                          | Vorwärts- oder Rückwärtsfahren über kurze Entfernung | Vorwärts bzw. rückwärts fahren                                                                         | Kurze Zeit nach dem Erteilen dieses Befehls folgt Halt.                             | |